# Banghó
Banghó ist eine argentinische Computerfirma, die PCs, Notebooks, Monitore und Computerzubehör herstellt. Banghó wurde im Jahre 2002 gegründet und hat sich seitdem zur größten argentinischen Computerfirma entwickelt. Hergestellt werden die Produkte im eigenen Werk in Buenos Aires. Banghó hält einen Marktanteil von 8 % am nationalen Absatz von Notebooks (2008).